# 维克托·梅德韦丘克
维克托·弗拉基米罗维奇·梅德韦丘克（羅馬化：Viktor Vladimirovich Medvedchuk；1954年8月7日—），乌克兰親俄政治家、律师、寡头，于2019年8月29日当选为乌克兰最高拉达议员，曾被指控貪污。他是乌克兰前最大反对党“反对派平台－为了生活”的联合主席之一，也是非盈利组织“乌克兰的选择”的负责人。他是烏克蘭聯邦制的支持者，與俄羅斯總統弗拉基米尔·普京的關係密切，普京還是其女兒的教父。

## 生平
维克托·梅德韦丘克的父親弗拉基米尔·梅德韦丘克是烏克蘭日托米爾州人，因罹患波特氏病，在二戰期間免於被蘇聯紅軍徵兵。納粹德國佔領烏克蘭期間，其父為德國佔領軍的勞工部工作。德軍撤退後，其父被施密爾舒認定烏克蘭民族主義者組織成員（事實上他僅同納粹德國合作），判處8年監禁，隨後流放到西伯利亞克拉斯诺亚尔斯克边疆区的波切特4年。维克多·梅德韦丘克就是在那裡出生的。1960年代中期，梅德韦丘克回到烏克蘭日托米爾州，後來搬遷到基輔生活。自1970年以來，他成為克格勃的雇員。1972年進入基輔大學法學院學習，1975年6月24日被該校校長開除，翌年恢復學籍。1978年畢業，被分配到基輔市律師協會當律師，曾被內務部和克格勃選定為辯護律師，依其指示，先後參與對持不同政見者尤里·利特温、瓦西里·斯图斯、尼古拉·昆采维奇以及切尔诺贝利核电站维克托·布留哈诺夫的審判。
乌克兰独立后，他曾在1997至2002年间担任乌克兰最高拉达的议员。2000年至2001年担任最高拉达第一副主席。2002年至2005年间担任乌克兰前总统列昂尼德·库奇马的幕僚长。此后他曾退出政坛，长期未有出现在公众视野中。直到2018年，他重出江湖，并当选“为了生活”党的政治委员会主席。该党反对乌克兰加入欧盟，主张与俄罗斯保持友好关系。在2019年乌克兰议会选举中，该党改组为反对派平台－为了生活，并在全国政党名单中获得37个席位和6个选区席位。他在所属政党的选举名单中位列第三，最终轻松胜出，时隔17年再度重返最高拉达。
梅德韦丘克在烏克蘭的名聲不佳，他因反烏克蘭、親俄、普京與其女兒的教父關係、不申報財產而受到烏克蘭人的批評。
2021年2月19日，因被指控涉嫌资助恐怖主义，乌克兰国家安全与国防事务委员会将梅德韦丘克及其妻子奥克萨娜·马尔琴科列入乌克兰制裁名单。2021年5月11日，乌克兰总检察长伊琳娜·韦涅季克托娃指控梅德韦丘克犯有叛国罪，并企图掠夺克里米亚的乌克兰国家资源。
2022年2月28日，俄罗斯入侵乌克兰四天后，梅德韦丘克逃脱他此前一直被软禁的家中，不知所踪。3月8日，他被「反对派平台－为了生活」剝奪聯合主席的職務。4月12日，乌克兰国家安全局宣布，乌克兰特工在当日的一次特别行动中成功将其抓获。乌克兰国家安全局聲稱已挫敗了俄羅斯將他帶離烏克蘭的企圖。乌克兰总统弗拉基米尔·泽连斯基发布了梅德韦丘克身着军装戴上手铐的照片。克里姆林宫发言人表示已看到照片，但无法确定照片的真伪。
2022年9月21日，梅德韦丘克在一次俄罗斯与乌克兰的战俘交换中被释放。
2023年1月烏克蘭總統澤倫斯基簽署法令，剝奪他的烏克蘭公民身份。